# Рощинский сельский совет
Рощинский сельский совет (укр. Рощинська сільська рада, крымскотат. Roşçino  köy şurası) — согласно законодательству Украины — административно-территориальная единица в Джанкойском районе Автономной Республики Крым, расположенная в южной части Джанкойского района, в степной зоне полуострова. Население по переписи 2001 года — 2996 человек.
К 2014 году сельсовет состоял из 5 сёл:
- Ближнегородское
- Краснодольное
- Озёрное
- Рощино
- Серноводское

## История
Рощинский сельский совет был образован в 1968 году (по другим данным в 1970-м). На 1 января 1977 года включал 9 населённых пунктов:

| - Ближнегородское - Дорожное - Кондратьево - Краснодольное | - Озёрное - Рубиновка - Рощино - Серноводское - Советское |

В 1978 году из Рощинского был выделен Кондратьевский сельский совет с селениями Кондратьево, Дорожное, Рубиновка и Советское и совет обрёл современный состав. С 12 февраля 1991 года сельсовет в восстановленной Крымской АССР, 26 февраля 1992 года переименованной в Автономную Республику Крым. С 21 марта 2014 года в составе Крыма аннексирован Россией. Законом «Об установлении границ муниципальных образований и статусе муниципальных образований в Республике Крым» от 4 июня 2014 года территория административной единицы была объявлена муниципальным образованием со статусом сельского поселения.